# Mesosemia eumene
Espèce
Mesosemia eumene est une espèce d'insectes lépidoptères (papillons) appartenant à la famille des Riodinidae et au genre Mesosemia.

## Dénomination
Mesosemia eumene a été décrit par Pieter Cramer en 1776 sous le nom de Papilio eumene

### Sous-espèces
- Mesosemia eumene eumene
- Mesosemia eumene attavus, Zikán, 1952.
- Mesosemia eumene furia ; Stichel, 1910.

## Description
Mesosemia eumene est un papillon d'une envergure d'environ 35 mm avec un gros ocelle noir triplement pupillé situé aux ailes antérieures près du bord costal dans l'aire discaleLe dessus est bleu métallisé bordé de marron à noir sauf sur le bord interne des ailes antérieures et rayé de bandes marron parallèles à la marge. Le revers est chamois rayé de marron suivant le même décor et l'ocelle noir tri pupillé y est très visible.

## Écologie et distribution
Mesosemia eumene est présent en Guyane, Guyana, au Surinam, en Équateur, en Bolivie, au Pérou et au Brésil.